# Groei (fysiologie)
Groei en ontwikkeling is, binnen een organisme, de:
- toename van het aantal cellen via celdeling,
- toename van de grootte van de cellen, zoals celstrekking bij planten, en de
- celdifferentiatie, die ten grondslag ligt aan de vorming en het onderhoud van de verschillende weefseltypen, en van daaruit van de verschillende organen.

Voor het aandrijven van deze cellulaire groei- en ontwikkelingsprocessen moet een organisme voedingsstoffen opnemen.

## Groeibepalende factoren
De groei van een organisme wordt mede bepaald door milieu-factoren als voeding, ziekte en klimaat. 
De belangrijkste groeibepalende factoren bij planten, dieren en mensen komen echter van binnenuit, ze zijn erfelijk bepaald. Het gaat dan met name om hormonen en bepaalde eiwitten die groeifactoren worden genoemd, die een gegeven soort organisme aanmaakt.
Er is nog weinig bekend over de hormonen die, bij dieren, na de conceptie, de groei in de baarmoeder regelen van de zygote (bevruchte eicel) tot achtereenvolgens embryo en voldragen foetus. De hormonale invloed op de groei na de geboorte is beter onderzocht.

## Groei bij de mens

### Hormonen
De hormonen zorgen via de bloedbaan voor de algemene groeicontrole. Ze werken door het hele lichaam. Van deze hormonen zijn de groeihormonen, de schildklierhormonen en de geslachtshormonen de belangrijkste.

### Groeihormonen
Het groeihormoon wordt aangemaakt in de hypofyse. Dat is een zakvormige uitstulping onderaan de hersenen. Groeihormoon wordt niet gelijkmatig geproduceerd, maar in korte uitbarstingen. Wanneer men overdag stilzit, wordt er maar weinig groeihormoon gemaakt. De uitbarstingen van de productie van groeihormoon vinden plaats bij lichaamsbeweging en stress, en ongeveer twee uur na het inslapen. De afgifte van groeihormoon wordt geregeld in de hersenen door twee stoffen: growth hormone releasing factor en somatostatine. Ze komen via speciale bloedvaten in de hypofyse. Growth hormone releasing factor heeft als functie het stimuleren van de afgifte, terwijl somatostatine de afgifte juist afremt. Groeihormoon heeft maar op een paar soorten cellen een groeistimulerende werking. De belangrijkste functie is het stimuleren van de aanmaak en afgifte van groeifactoren. Tegenwoordig wordt groeihormoon ook geproduceerd door genetische manipulatie, waardoor veel meer medisch gebruik voor allerlei doeleinden mogelijk is. Bij kinderen met een groeiachterstand wordt groeihormoon bijvoorbeeld soms toegediend als geneesmiddel.

### Schildklierhormonen
Met de schildklierhormonen worden de hormonen thyroxine (T4) en tri-joodthyronine (T3) bedoeld. Zij zorgen voor de hoeveelheid energie die verbruikt wordt terwijl het lichaam rust. Alle lichaamsfuncties, dus ook de groei, zijn hiervan afhankelijk. Ook hebben de hormonen veel invloed op de rijpingsprocessen. Bijvoorbeeld op het rijpen van de hersenen, wanneer deze het snelst groeien. Als er een tekort is aan schildklierhormoon, worden bepaalde hersenfuncties definitief gestoord, wat betekent dat kinderen zwakzinnig worden en motorische stoornissen krijgen. Verder hebben deze hormonen invloed op de botontwikkeling. Wanneer er te weinig schildklierhormoon is, blijft de botrijping achter. Omdat een tekort dergelijke ernstige gevolgen kan hebben voor het kind, probeert men daar zo snel mogelijk achter te komen middels een hielprik vlak na de geboorte.

### Geslachtshormonen
In relatie tot de groei zijn de belangrijkste geslachtshormonen testosteron en oestradiol. Beide hebben een positieve invloed op de groei, maar meer nog op de botrijping. Als een kind op een lage leeftijd veel geslachtshormonen aanmaakt, zal het kind in eerst instantie harder groeien dan normaal. De groei zal echter, door een snellere rijping van het bot, veel vroeger stoppen, zodat de uiteindelijke lengte toch redelijk klein blijft. Oestradiol heeft nog een belangrijke eigenschap: bij een grote hoeveelheid remt het juist de groei. Daarom wordt het weleens toegepast bij meisjes die erg lang dreigen te worden.

### Groeifactoren
Groeifactoren zijn groeibepalende eiwitten die door bepaalde cellen worden gemaakt en afgegeven. Ze hebben meestal in de directe omgeving hun effect op andere cellen. Soms worden ze echter door de bloedstroom meegevoerd en belanden ze op een grotere afstand.

## Planten
Voor groei en ontwikkeling bij planten, zie: Plantenfysiologie#Groei, ontwikkeling & hormonen.